# Đakovići (Čajniče)
Pour les articles homonymes, voir Đakovići.
Đakovići (en serbe cyrillique : Ђаковићи) est un village de Bosnie-Herzégovine. Il est situé dans la municipalité de Čajniče et dans la république serbe de Bosnie. Selon les premiers résultats du recensement bosnien de 2013, il compte 114 habitants.

## Démographie

### Évolution historique de la population dans la localité
| 1948 | 1953 | 1961 | 1971 | 1981 | 1991 | 2013 |
| ---- | ---- | ---- | ---- | ---- | ---- | ---- |
| -    | -    | 576  | 491  | 362  | 233  | 114  |

|  |